# Coppa Máster 2016
La Coppa Máster 2016 si è svolta dal 12 al 13 ottobre 2016: al torneo hanno partecipato quattro squadre di club argentine e la vittoria finale è andata per la quinta volta all'UPCN Vóley Club.

## Regolamento
Le squadre hanno disputato semifinali, finale per il terzo posto e finale, accoppiate col metodo della serpentina.

## Squadre partecipanti
| Squadra | Qualificazione                                | Ultima partecipazione |
| ------- | --------------------------------------------- | --------------------- |
| Bolívar | 2ª in Liga Argentina de Voleibol 2015-16      | Coppa Máster 2015     |
| Lomas   | 3ª in Liga Argentina de Voleibol 2015-16      | Coppa Máster 2014     |
| UNTreF  | Vincitrice Copa Argentina 2016                | Coppa Máster 2015     |
| UPCN    | Vincitrice Liga Argentina de Voleibol 2015-16 | Coppa Máster 2014     |

## Torneo
|  | Semifinali | Semifinali | Semifinali |      |       | Finale 1º/2º posto | Finale 1º/2º posto | Finale 1º/2º posto |  |
|  |            |            |            |      |       |                    |                    |                    |  |
|  | Bolívar    | Bolívar    | 1          |      |       |                    |                    |                    |  |
|  | Bolívar    | Bolívar    | 1          |      |       |                    |                    |                    |  |
|  | Lomas      | Lomas      | 3          |      |       |                    |                    |                    |  |
|  | Lomas      | Lomas      | 3          |      | Lomas | Lomas              | 2                  |                    |  |
|  |            |            |            |      | Lomas | Lomas              | 2                  |                    |  |
|  |            |            | UPCN       | UPCN | 3     |                    |                    |                    |  |
|  | UPCN       | UPCN       | UPCN       | UPCN | 3     | 3                  |                    |                    |  |
|  | UPCN       | UPCN       |            |      |       | 3                  |                    |                    |  |
|  | UNTreF     | UNTreF     | 2          |      |       | Finale 3º/4º posto | Finale 3º/4º posto | Finale 3º/4º posto |  |
|  | UNTreF     | UNTreF     | 2          |      |       |                    |                    |                    |  |
|  |            |            |            |      |       |                    |                    |                    |  |
|  |            |            |            |      |       | Bolívar            | Bolívar            | 3                  |  |
|  |            |            |            |      |       | Bolívar            | Bolívar            | 3                  |  |
|  |            |            |            |      |       | UNTreF             | UNTreF             | 1                  |  |

### Semifinali
| 12 ottobre 2016 CRyDM Gorki Grana, Morón Durata: 1h:51 - Spettatori: ? | Bolívar | 1 - 3 | Lomas  | 25-27, 16-25, 25-17, 18-25        |
| 12 ottobre 2016 CRyDM Gorki Grana, Morón Durata: 1h:53 - Spettatori: ? | UPCN    | 3 - 2 | UNTreF | 25-18, 21-25, 25-21, 23-25, 15-11 |

### Finale 3º posto
| 13 ottobre 2016 CRyDM Gorki Grana, Morón Durata: 1h:40 - Spettatori: ? | Bolívar | 3 - 1 | UNTreF | 25-23, 25-23, 17-25, 25-20 |

### Finale
| 13 ottobre 2016 CRyDM Gorki Grana, Morón Durata: 2h:13 - Spettatori: ? | Lomas | 2 - 3 | UPCN | 25-23, 25-19, 25-27, 23-25, 12-15 |